# Palais Guanabara
Le palais Guanabara est un palais de style néo-classique, construit en 1853 et sis dans la zone sud de la ville de Rio de Janeiro, au Brésil. 
L’édifice fut tour à tour résidence de la princesse Isabelle sous l’Empire, résidence présidentielle sous l’ère Vargas (et fut à ce titre assailli par les putschistes lors du coup d’État intégraliste avorté de 1938), mairie du District fédéral, puis siège du gouvernement de l’éphémère État de Guanabara (1960-1975), et héberge aujourd’hui le gouvernement de l’État de Rio de Janeiro.

## Histoire et description
Le palais Guanabara se situe Rua Pinheiro Machado (anciennement Rua Guanabara), dans le quartier de Laranjeiras, dans le sud de Rio de Janeiro. Sa construction fut commencée en 1853 à l’initiative de l’homme d’affaires portugais José Machado Coelho, qui allait s’en servir comme habitation particulière jusqu’à 1860. À l’origine, le palais se dressait dans une zone faiblement habitée, avec seulement quelques voisins fort peu nombreux.
Acquis ensuite par la Chambre des députés en vue d'être offert à la princesse Isabelle et à son époux le comte d’Eu, récemment mariés, le bâtiment fut, avant que les jeunes époux ne s’y installent à l’issue de leur voyage de noces en Europe, préalablement remanié sous la direction de l’architecte José Maria Jacinto Rebelo (pt), considéré comme l’un des plus importants de l’époque. De style néo-classique, l’édifice présentait une façade principale ornée au premier étage de colonnes de style dorique. Au-dessus de l’entrée se dressaient deux statues, peut-être apotropéennes. En accord avec les impératifs du style classique, la construction se caractérisait par son équilibre, son harmonie et une ordonnance symétrique de sa façade principale. On y accédait par un escalier à quartiers tournants. Devenu en 1865 la résidence du couple princier, le palais était désormais connu sous l’appellation de manoir Isabelle (en port. Paço Isabel). Dona Isabel décrivit son palais ainsi :

« Le Paço Isabel, notre résidence à Rio de Janeiro depuis notre mariage, situé dans les environs de la ville, bien loin de São Cristóvão, est une belle maison qui s’élève au milieu d’un jardin énorme, au pied d’une colline assez haute. »

La demeure se trouvait loin du centre-ville de Rio de Janeiro, zone considérée comme délabrée et insalubre, et fort éloignée également de São Cristóvão, c’est-à-dire du palais impérial et donc de l’Empereur. Le palais lui-même était de taille relativement modeste, mais ses jardins sont vastes et sa situation stratégique, car proche d’une haute colline ou morne (le Morro Mundo Novo), du sommet duquel on a une vue sur tout le voisinage et aussi sur la perspective composée par la Rua Paissandu, que bordaient deux enfilades de palmiers,. 
Quant à l’intérieur du palais, la décoration subit, comme il est de bon ton sous le deuxième empire, une nette influence française : les diverses pièces avaient leurs murs couverts de papier peint importé de France et étaient dotés de pianos de facture française et de meubles de style Second Empire, en dépit de la préférence du prince consort pour le style Louis-Philippe, ce dernier monarque étant en effet son grand-père ; les deux styles coexistaient donc dans le palais. Du reste, tout dans le manoir est d’origine européenne, dans le style français ou anglais, y compris l’argenterie acquise par le comte d’Eu lors du premier voyage du couple en Europe.
À cette époque, on accédait au palais par la Rua Paissandu, laquelle était pour cette raison ornée d’une centaine de palmiers impériaux (Roystonea oleracea). L’édifice appartint au couple princier jusqu’à la proclamation de la république en 1889, date à laquelle il fut confisqué par le gouvernement militaire et transféré au patrimoine de l’Union, pour être par la suite, en 1891, décrété bien du gouvernement fédéral. La famille impériale, qui ne reçut aucune indemnisation pour cette expropriation, tenta jusqu’à aujourd’hui d’en reprendre possession (c’est l’une des procédures judiciaires les plus anciennes du pays). En 1908, le palais fut à nouveau transformé, par l’architecte Francisco Marcelino de Sousa Aguiar (pt) qui lui imprima une allure éclectique et lui donna son aspect actuel, et par le paysagiste français Paul Villon. 

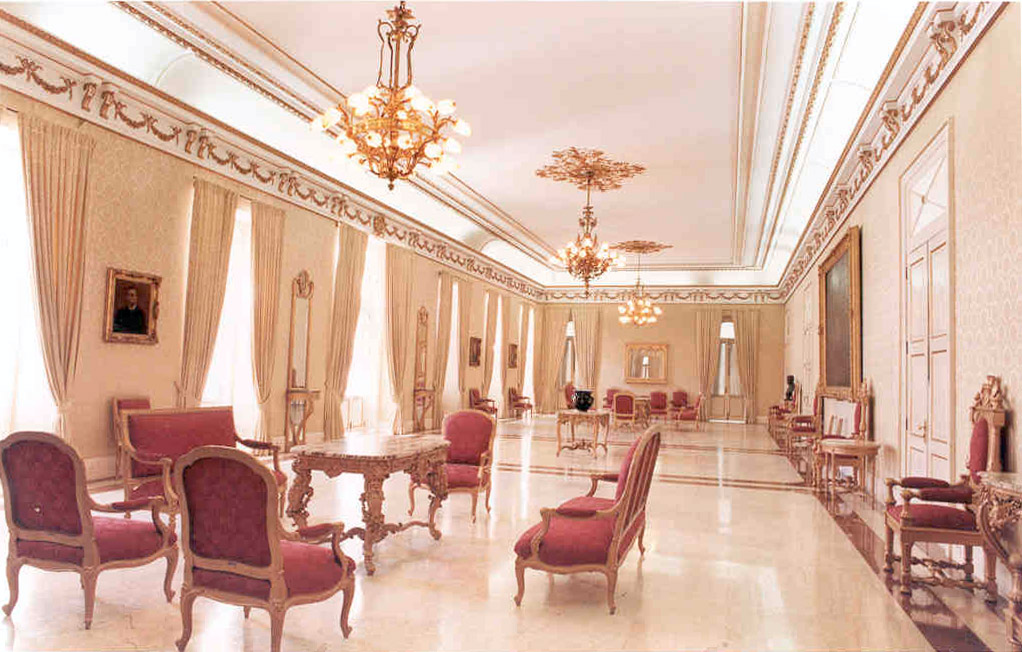
Vue intérieure du palais Guanabara.

À signaler également, sur le même domaine, à quelques centaines de métres au sud (ou à gauche) du palais, la chapelle Sainte-Thérèse (Capela de Santa Terezinha), édifiée en 1946 dans le style néocolonial, selon les plans de l’architecte Alcides Cotia. Destinée à l’origine à satisfaire la piété personnelle de l’épouse du président de la république d’alors, le maréchal Eurico Gaspar Dutra, dernier chef d’État à habiter le palais, la chapelle fut financée sur les fonds excédentaires de sa campagne électorale et, désormais ouverte au public, sert aujourd’hui à célébrer des messes communautaires, des mariages et des baptêmes,.
Le président Getúlio Vargas utilisa le palais comme résidence officielle pendant le régime de l’Estado Novo (1937-1945). En 1938, lors du putsch de l’Action intégraliste brésilienne, un groupe d’intégralistes armés tenta, comme Vargas se trouvait dans le palais, de prendre le bâtiment d’assaut, mais fut repoussé par la Police spéciale du régime (division de la police civile de Rio de Janeiro) et par les renforts de l’armée dépêchés peu après. 
À partir de 1946, le bâtiment abrita la mairie du District fédéral, et ce jusqu’en 1960, année du transfert vers Brasilia de la capitale fédérale et, concomitamment, de la création de l’éphémère État de Guanabara. Le palais cessa de faire office de résidence officielle de la présidence de la république, après que celle-ci eut repris ses quartiers dans le palais du Catete, puis eut été transférée plus tard vers le palais Laranjeiras, éloigné de seulement deux îlots du palais Guanabara ; le président Ernesto Geisel en fit alors don au gouvernement de l’État de Guanabara.
À l’heure actuelle, depuis la fusion des deux États de Rio de Janeiro et de Guanabara, le palais est utilisé comme siège du gouvernement de l’État de Rio de Janeiro, en lieu et place du palais de l’Ingá (pt) à Niterói. La résidence officielle du gouverneur de Rio de Janeiro est le palais Laranjeiras, dans le même quartier.

## Galerie de photos

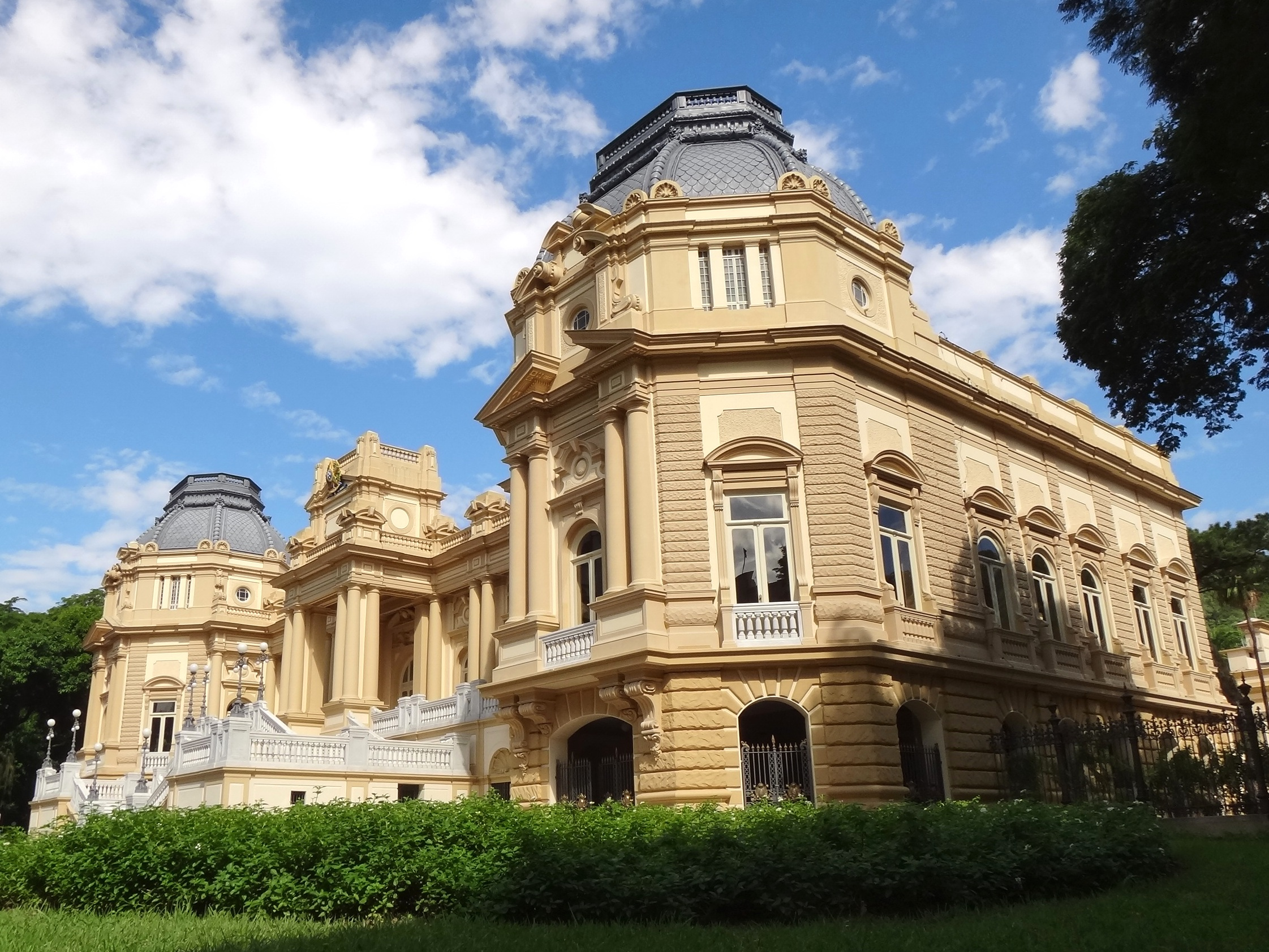
L’une des façades latérales.
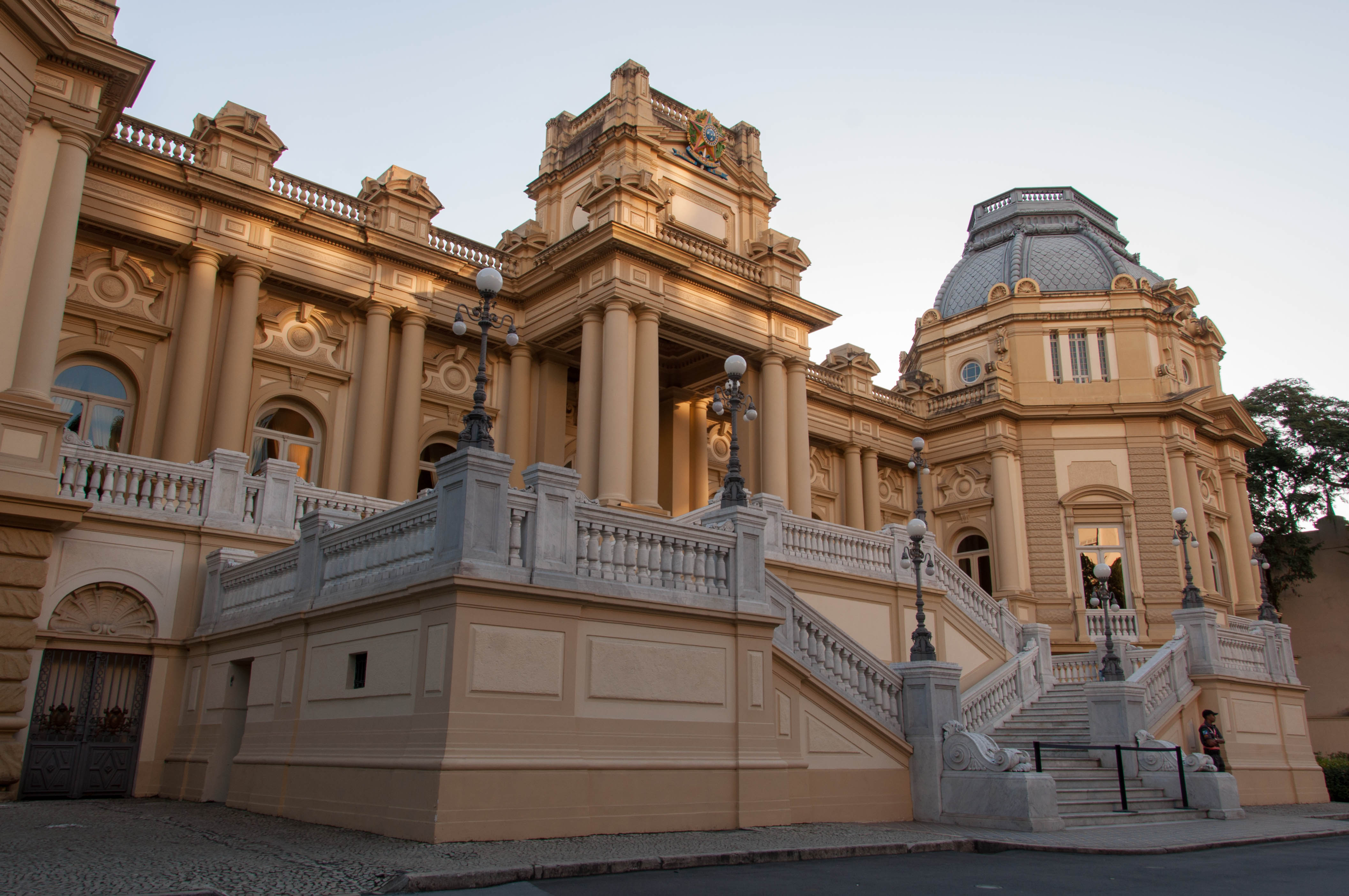
Le palais dans le jour déclinant.
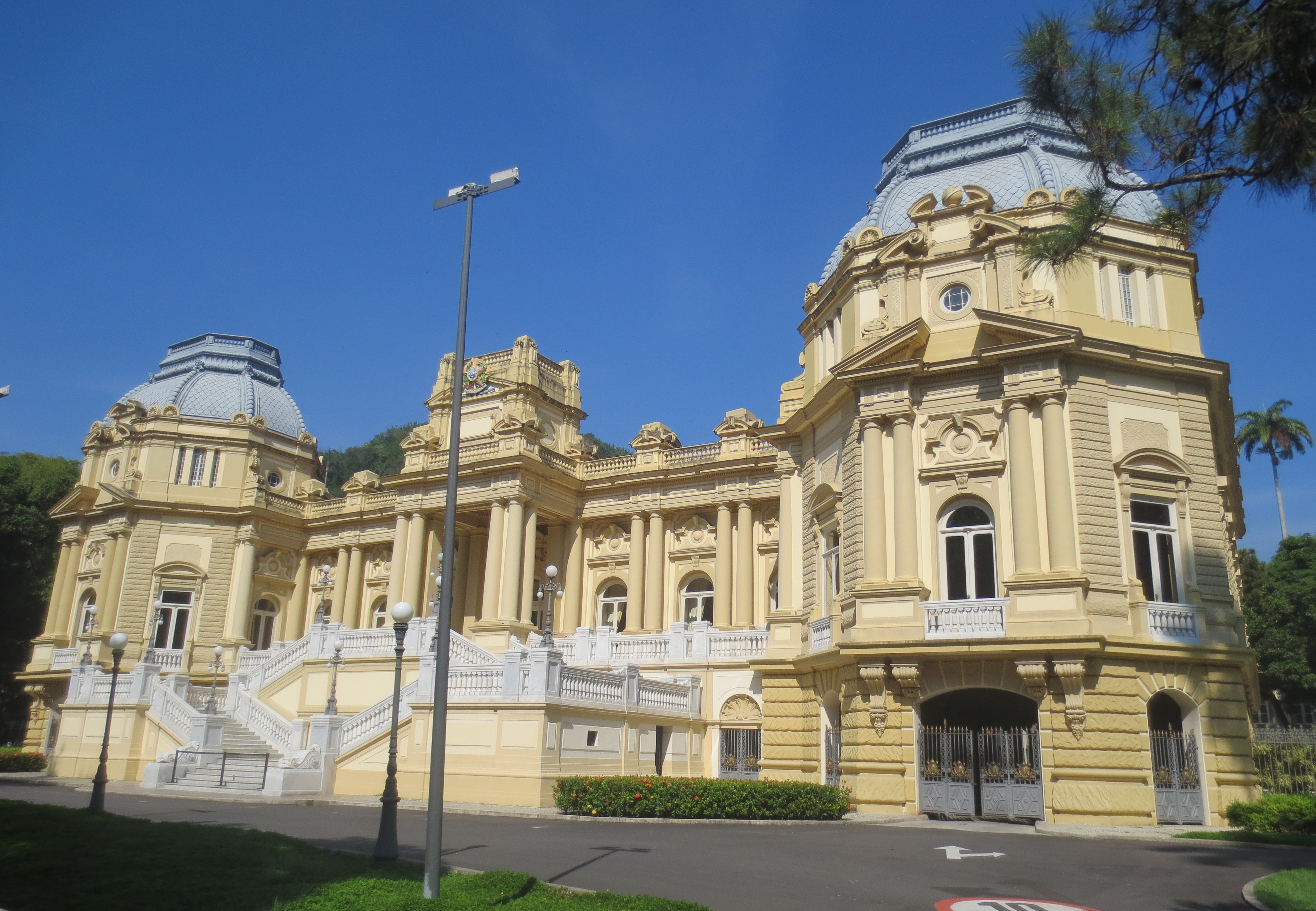
Façade principale.
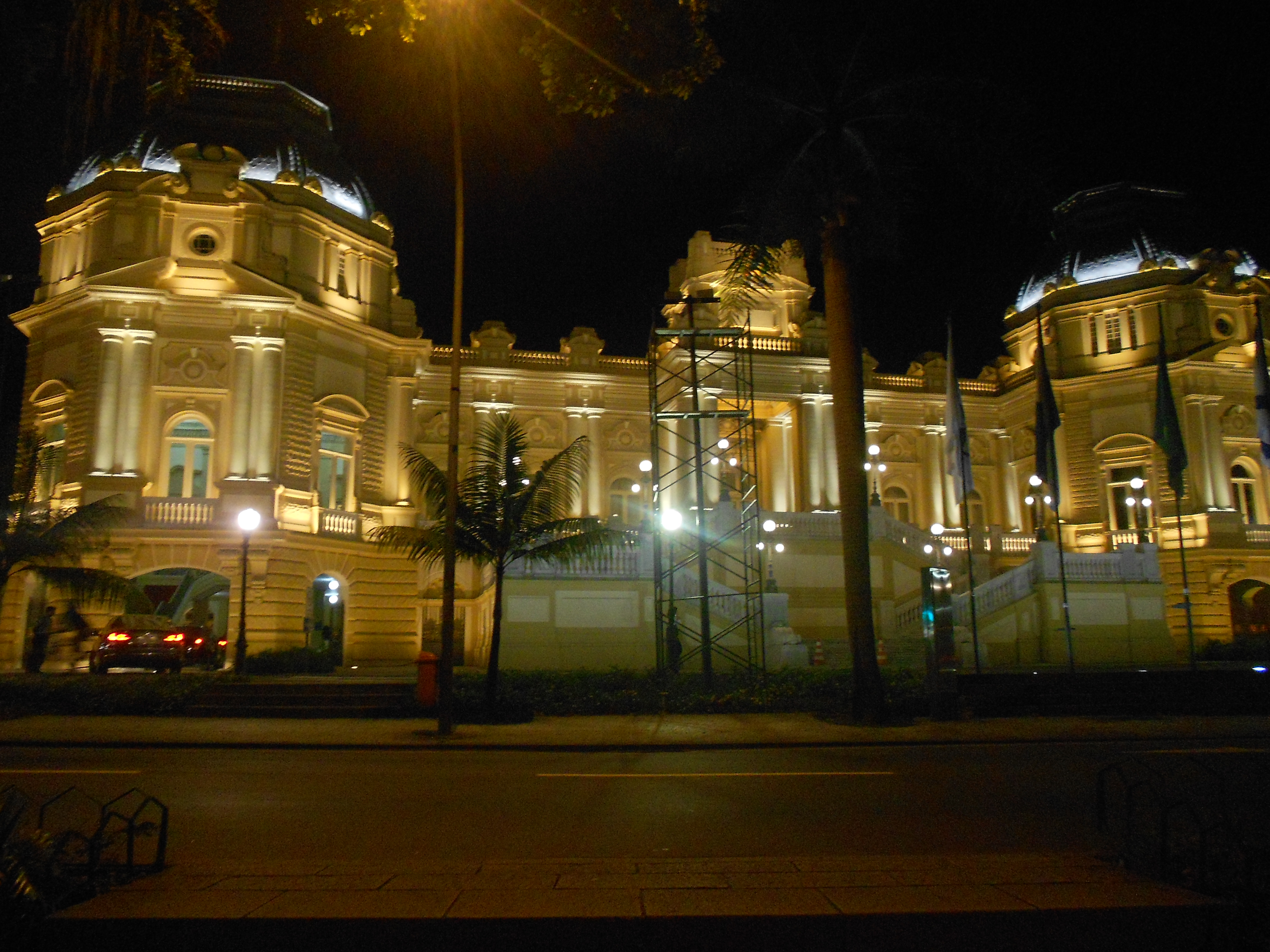
Le palais vu de nuit.
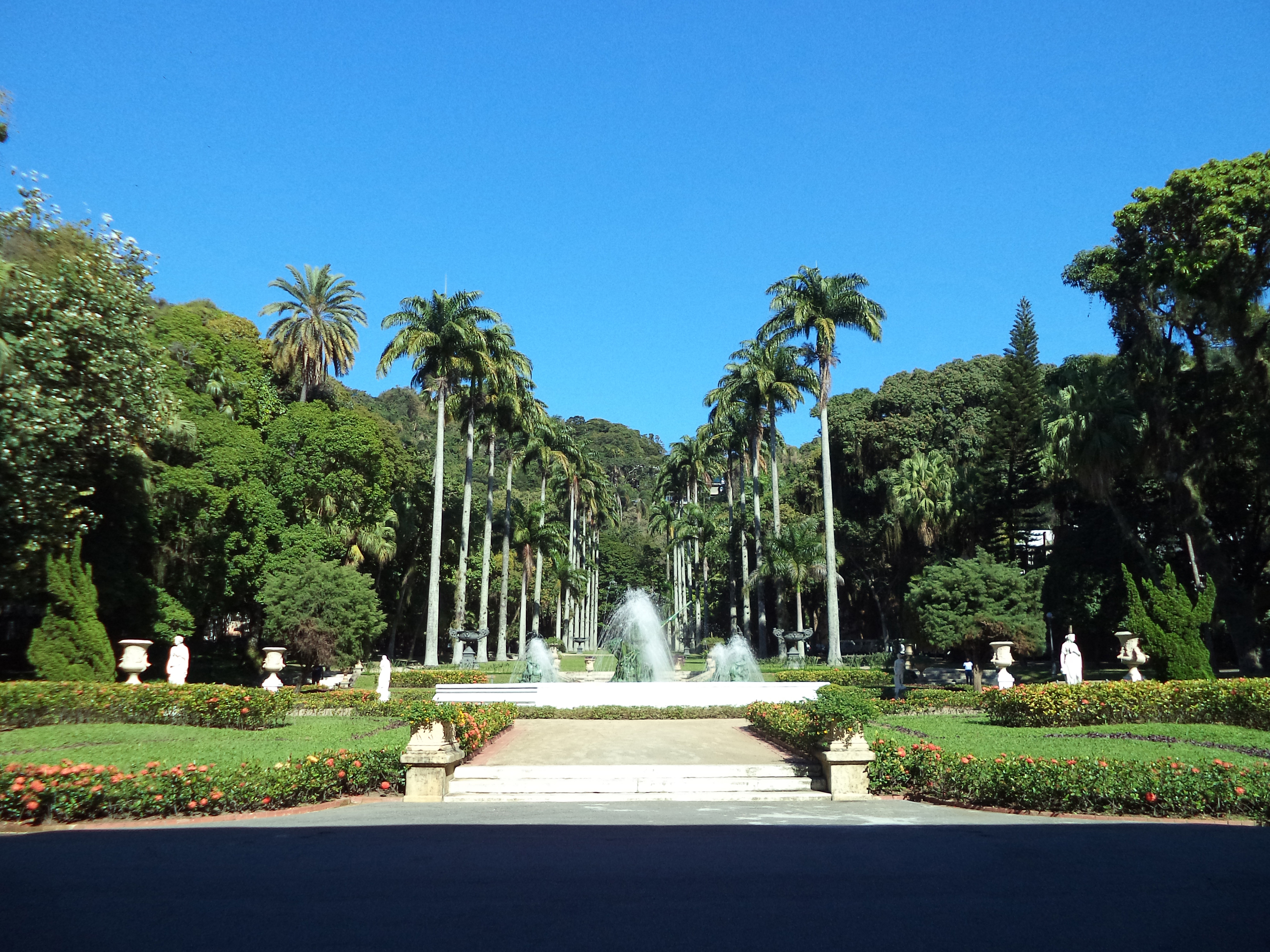
Jardin à la française, dessiné par Paul Villon.